# Hadrawi

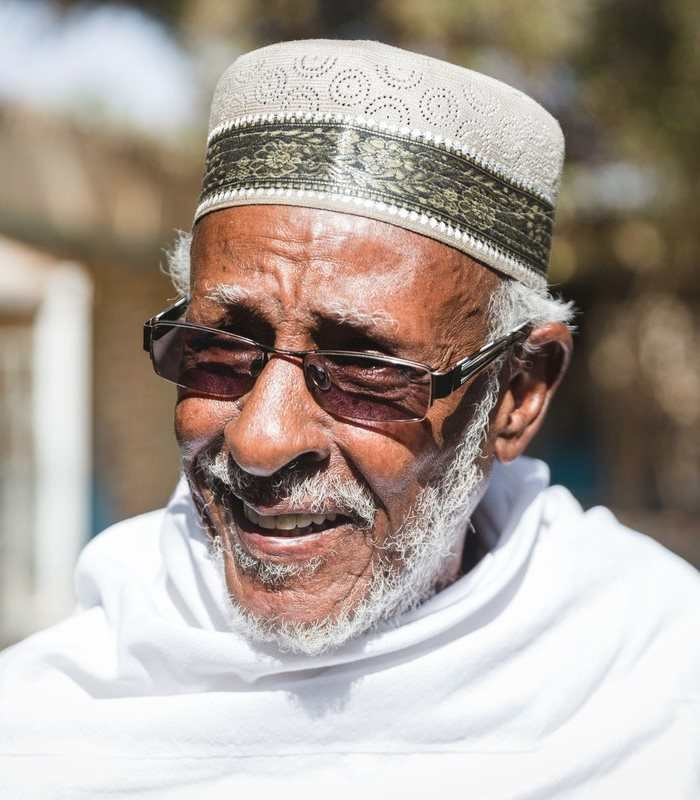
Hadrawi (2018)

Hadrawi (eigtl. Mohamed Ibrahim Warsame, Somali Maxamed Ibraahim Warsame (Hadraawi), arabisch محمد ابراهيم وارسام هدراوى; geb. 1943 in Burao, Britisch-Somaliland; gest. 18. August 2022 in Hargeisa) war ein somalischer Dichter, Autor und Aktivist. Er gehörte dem Clan der Isaaq an. Hadraawi bedeutet etwa "Meister oder Vater der Sprache".

## Leben
Geboren als Sohn einer Nomadenfamilie, zog er 1953 nach Aden, Jemen zu seinem Onkel. Er studierte Literatur und Erziehungswissenschaften. Nach der Unabhängigkeit Somalias zog er in die Hauptstadt Mogadischu. Dort arbeitete er für Radio Mogadischu (Radio Mogadiscio), für das Informationsministerium und für die Universität Lafoole.
1973 wurde er von Präsident Siad Barre, der Somalia bis 1991 regierte, fünf Jahre lang inhaftiert, weil er sich gegen die Revolution ausgesprochen hatte. Seine Arbeit wurde verboten. Nach seiner Entlassung war er Mitglied der Somalischen Nationalen Bewegung und von 1991 bis 1999 lebte er in Großbritannien. 2004 wanderte er auf einem Friedensmarsch durch Somalia, um die Kriegsparteien zur Aufgabe der Gewalt zu bewegen.

## Preis
- Prinz-Claus-Preis, 2012.[6]